# 塔拉西夫卡 (奧拉季夫區)
49°12′31″N 29°25′39″E / 49.20861°N 29.42750°E
塔拉西夫卡（烏克蘭語：Тарасівка），是烏克蘭的村落，位於該國西南部文尼察州，由文尼察區負責管轄，始建於1920年，面積0.35平方公里，海拔高度248米，2001年人口104，人口密度每平方公里294.62人。